# Hadaikum
| Äon                           | Ära    | Periode | ≈ Alter (mya) |
| später                        | später | später  | jünger        |
| ----------------------------- | ------ | ------- | ------------- |
| H a d a i k u m Dauer: 600 Ma |        |         | 4000 4600     |

Das Hadaikum oder Präarchaikum ist der erste der vier Äonen der Erdgeschichte. Es beginnt mit der Entstehung der Protoerde vor 4567 Millionen Jahren und endet geochronologisch definiert vor 4031 ± 3 Millionen Jahren. Im Verlauf des Hadaikums entstanden durch magmatische Differentiation die ersten kontinentalen Krustenblöcke. Auf das Hadaikum folgte das Archaikum. Klassisch wird als Zeitmarke für das Ende des Hadaikums auch gerne das Ende des großen Meteoritenbombardements vor 3900 Millionen Jahren herangezogen (Mittelwert der Zeitspanne 4000 bis 3800 Millionen Jahre).

## Etymologie

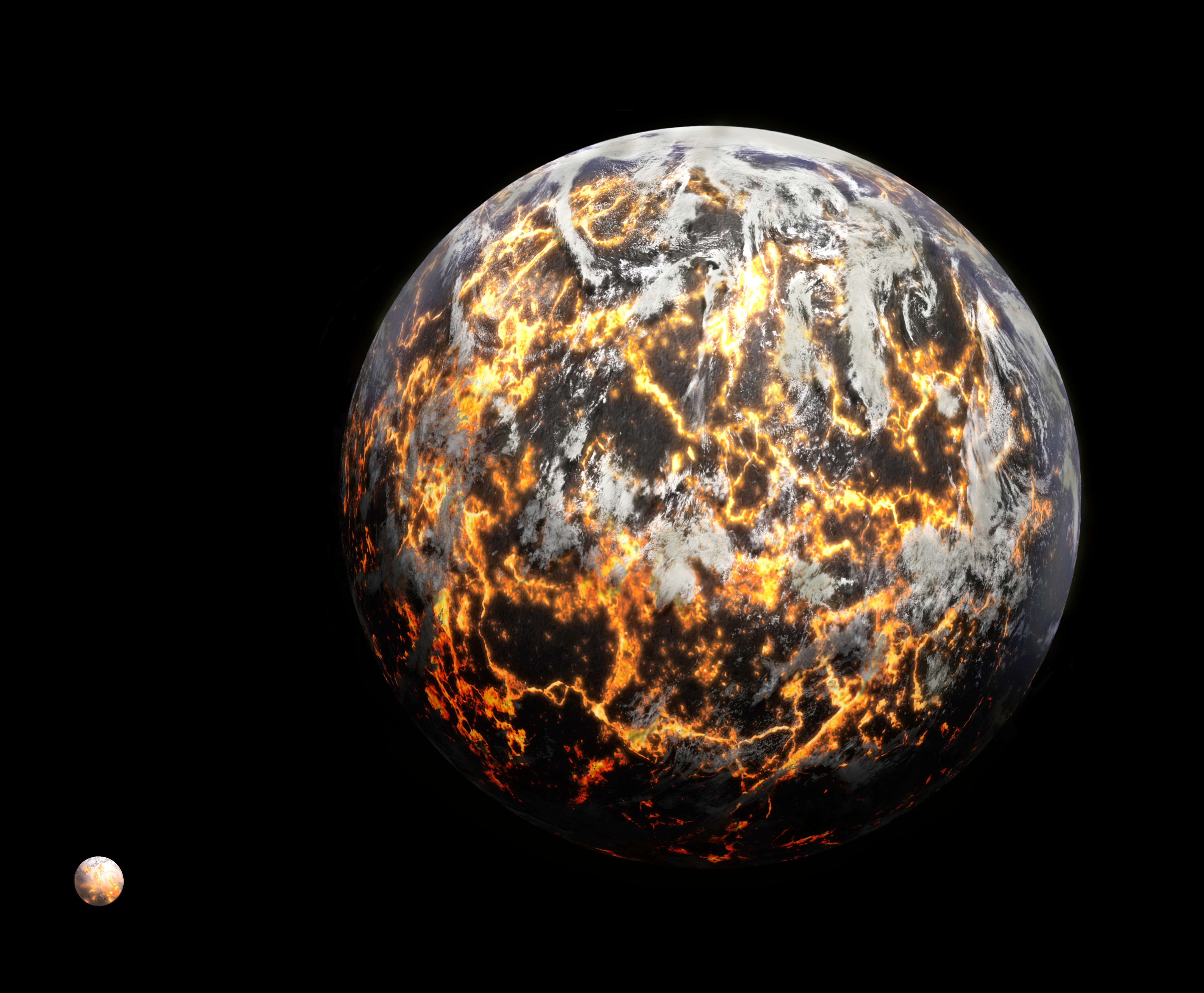
Künstlerische Darstellung der Erde während der Anfangsphase des Hadaikums

Die Bezeichnung Hadaikum, englisch Hadean, leitet sich von Hades ab (altgriechisch ᾍδης oder Ἅιδης, dorisch Ἀΐδας), dem griechischen Gott der Unterwelt. Der Begriff war 1972 von dem Geologen Preston Cloud eingeführt worden, um damit die Zeitspanne vor den ältesten bekannten Gesteinen zu bezeichnen. Er sollte die auf der frühen Erde herrschenden höllischen Umweltbedingungen zum Ausdruck bringen, deren Oberfläche noch in schmelzflüssigem Zustand war und von überhitzten Lavaströmen durchzogen wurde – bedingt durch die initiale Akkretionswärme, durch den Zerfall kurzlebiger radioaktiver Elemente und durch den anfangs noch sehr häufigen Impaktereignissen mit anderen Himmelskörpern des Sonnensystems.
Etwas später propagierte dann Walter Brian Harland den nahezu synonymen Begriff Priscoan, welcher vom Lateinischen priscus „alt, altmodisch, früh, frisch“ abgeleitet ist. Zuvor war das Hadaikum wie bereits angesprochen noch als Präarchaikum bezeichnet worden.
Im Zuge der Neugliederung des Präkambriums soll das Hadaikum in die beiden Ären Chaotikum und Zirconium unterteilt werden. Das basale Chaotikum dauert hierbei von 4567 bis 4404 Millionen Jahre, das anschließende Zirconium von 4404 bis 4031 Millionen Jahre. Keiner der beiden hierzu eingegangenen Vorschläge ist jedoch von der International Union of Geological Sciences (IUGS) bisher weder angenommen noch ratifiziert worden (Stand September 2023). Kriterium der Abtrennung der beiden Ären ist das Erstauftreten von Zirkonen (in den Jack Hills, Westaustralien).

## Erdgeschichtliche Ereignisse

### T0– Beginn der Erde und Einsetzen der Erdgeschichte

Entwicklung des Sonnennebels zur protoplanetaren Scheibe in vier Stadien

Zu Beginn des Hadaikums fand die Formation des Planeten Erde statt, wobei T0 jetzt mit 4567,30 ± 0,16 Millionen Jahre angegeben wird. Dieser Wert beruht auf Staubteilchen aus der protoplanetaren Scheibe (engl. protoplanetary disk) – den ältesten Festkörpern des Sonnensystems – die in Meteoriten (CV-Chondriten) als Chondren und als Calcium-Aluminium-reiche Einschlüsse (engl. calcium–aluminium-rich inclusion oder abgekürzt CAI) vorliegen und mittels der Bleiisotopenmethode (207Pb-206Pb) datiert werden konnten.
Trotz der vorläufigen Festlegung des Einsetzens des Hadaikums auf 4567 Millionen Jahre vor heute ist der genaue Zeitpunkt des Beginns der Entstehung der Planeten (und damit der Erde) noch nicht restlos geklärt. So legt die Mangan-Chrom-Relativdatierung von Karbonaten in kohligen Chondriten auf ca. 4571 Millionen Jahre ein noch etwas höheres Alter für die erste feste Urmaterie des Sonnensystems nahe. Für verschiedene IAB-Meteoriten, unter anderem den Mundrabilla-Meteorit von Westaustralien, sind mittels der Argon-Argon-Methode Alter von 4570 ± 30 Millionen Jahren etabliert worden.
Die Chondren gewöhnlicher Chondrite sind im Vergleich zu den CAIs in etwa gleichalt – und so auch die kohligen Chondriten (engl. carbonaceous chondrites), die sich über die nächsten 2 bis 3 Millionen Jahre formieren sollten. Nur 1 bis 2 Millionen Jahre nach den CAIs waren bereits die ältesten differenzierten Asteroiden (beispielsweise der Vorgänger von Asuka 881394, dem ältesten bekannten Achondriten) entstanden. Sie treten in etwa zeitgleich mit dem Peak der Chondrenentstehung auf. Weitere zahlreiche andere Asteroide mit unterschiedlicher Zusammensetzung (darunter Vesta und der Vorgänger der Angrite) akkretierten und schmolzen zwischen 2,5 und 4,0 Millionen Jahren nach Formierung der CAIs. Planetarische Embryos von Mondgröße bestanden bereits und traten ab 5,0 Millionen Jahren nach Entstehung der CAIs miteinander in Kollision. Dies kann aus Chondrenaltern in CB-Chondriten entnommen werden, welche ja als Produkte solcher Zusammenstöße angesehen werden.

### Erstkondensation und Akkretionsverlauf

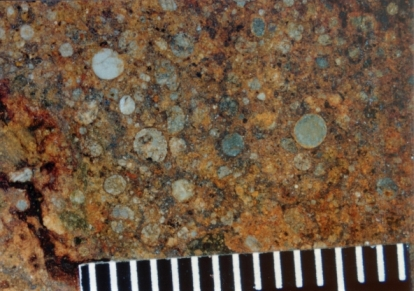
Chondren des chondritischen L4 Meteoriten Grassland – mit Millimeterskala

Die erstkondensierenden Feststoffe des Sonnennebels waren die bereits erwähnten CAIs und die amöbenhaften Olivinaggregate (engl. amoeboid olivine aggregates oder abgekürzt AOAs), die zwischen 4568,3 ± 0,7 und 4567,1 Millionen Jahren datiert werden – zum Zeitpunkt, als die Sonne ein einstürzender Protostern der Klasse 0 war und sich zur Klasse I weiterentwickelte.
Die kollisionsbedingte Akkretion in Richtung protoplanetarischer Körper war stochastisch erfolgt. Innerhalb von 500.000 Jahren nach T0 waren einige Protoplaneten bereits voll entwickelt. Zwischen 1 und 11 Millionen Jahren nach T0 unterlagen die meisten der steinigen Protoplaneten bereits der Differenzierung, der Kernbildung und teilweisen Aufschmelzen. Die Kernbildung hatte 4 Millionen Jahre nach T0 eingesetzt und dauerte etwa bis 4540 Millionen Jahre an. Zu diesem Zeitpunkt entstanden die ersten brekziierten Achondriten, die bis kurz vor 4500 Millionen Jahre aushalten sollten. Auch weitere störende Ereignisse, die in phosphatischen Chondriten ihren Ausdruck finden, überdauerten noch bis in das Spätstadium der Akkretion um 4500 Millionen Jahre vor heute.
Neue, aus Wolframisotopen gewonnene Daten legen nahe, dass die Erdakkretion anfangs über einen Zeitraum von 10 bis 30 Millionen Jahren sehr rasch verlief und im Gleichgewicht mit der Abtrennung des Metallkerns vom silikatischen Mantel vonstattenging. Die Oberfläche der Erde war zu diesem Zeitpunkt wahrscheinlich ein „Magma-Ozean“.
Gegen Ende der Erdakkretion erfolgte um 4527 Millionen Jahre der gigantische Theia-Impakt, der zur Entstehung des Mondes führen sollte. Für diese Hypothese spricht sehr viel – unter anderem die sehr ähnlichen Isotopenzusammensetzungen in Erd- und Mondgesteinen. Dies lässt jetzt anfängliche Vorstellungen eines Mondeinfangs im Gravitationsfeld der Erde als unwahrscheinlich erscheinen. Es wird angenommen, dass Theia zwischen 0,1 und 0,2 Erdmassen besaß und die Erde 90 % ihrer jetzigen Masse akkretiert hatte. Der Einschlag war auf einen rund 40 Millionen Jahre dauernden Stillstand in der Erdakkretion gefolgt und bewirkte sehr wahrscheinlich ein partielles oder sogar totales Aufschmelzen des Erdmantels zu einem neuerlichen Magma-Ozean.
Insgesamt war die Erdakkretion ein lange währender Prozess, der anfangs wahrscheinlich recht schnell ablief, sich aber dann doch sehr in die Länge zog. Nach wie vor besteht keine Einigkeit über das genaue Einsetzen des Akkretionsprozesses, noch über sein Ende – d. h. der Zeitpunkt, an dem die Erde 100 % ihrer Masse erreicht hatte. Alex N. Halliday und Robin M. Canup (2022) gehen von folgendem Akkretionsszenario aus:
ihnen zufolge begann die Erdakkretion unmittelbar nach T0, hatte aber nach rund 5 Millionen Jahren erst nur 1 % der Erdmasse erreicht. Früher Staub wurde erhitzt, schmolz und fraktionierte chemisch in ein nicht-chondritisches Planetesimal bzw. in einen planetaren Embryo. Gegen zirka 10 Millionen Jahre nach T0 hatten rund 20 % der Erdmasse akkretiert. Aus dem Sonnennebel stammender Wasserstoff, Helium und Neon wurden dabei in den Protoplaneten Erde inkorporiert (im Vergleich hierzu war die Marsakkretion bereits 4 Millionen Jahre nach T0 abgeschlossen). 50 % der Erdmasse waren gegen 15 Millionen Jahre nach T0 erreicht, das akkretierte Material bestand vorwiegend aus Enstatit-Chondriten, die der geochemischen Zusammensetzung von Erde und Mars recht nahe kommen. Gegen 4527 Millionen Jahre (rund 40 Millionen Jahre nach T0) betrug die Erdmasse 90 % – kurz vor dem Einschlag von Theia. Bedingt durch den Impakt erlangte die Erde 99,5 % ihrer Masse. Die Enstatit-Chondriten entstammten jetzt der Sonnennähe. Hinzu gesellte sich aber auch Material, das Kohlenstoff enthielt und von Kometen des äußeren Sonnensystems herrührte – und somit die Hauptquelle der flüchtigen Elemente auf Erden wie Wasserstoff, Kohlenstoff, Stickstoff und Edelgase darstellte. Die letzten 0,8 bis 0,5 % der Erdmasse waren schließlich erst sehr spät gegen 170 bis 180 Millionen Jahre beigesteuert worden.
Zwischen 4460 und 4450 Millionen Jahre vor heute hatte die Erde schließlich ihre jetzige Größe erreicht, der Erdkern war ausdifferenziert und die Erdatmosphäre konnte zurückgehalten werden.
Anmerkung: dieses Szenario wird nach wie vor nicht allgemein akzeptiert. Manche Autoren wie beispielsweise Gang Yu und Stein Jacobsen (2011) sehen die Erdakkretion als wesentlich schneller erfolgt und bereits nach 30 Millionen Jahren (um 4527 Millionen Jahre) als abgeschlossen an. Eine noch schnellere Erdakkretion zu 90 % der Erdmasse innerhalb von 3,85 bzw. 5,0 Millionen Jahren (und somit in etwa identisch mit dem Planet Mars) wurde kürzlich von Paolo A. Sossi und Kollegen (2022) vorgeschlagen.

### Differenzierung
Nach der Akkretion aus der die junge Sonne umgebenden Scheibe von Staub und Gas entstand die Protoerde. Das Erdmaterial differenzierte sich allmählich, wobei die schwereren Elemente wie Eisen und Nickel ins Zentrum sanken und den Erdkern bildeten, die leichten, wie Silizium und gebundener Sauerstoff, formten den anfangs noch komplett aufgeschmolzenen Erdmantel (Magma-Ozean) und eine wahrscheinlich basaltische Erdkruste.

### Wärmepotential
Noch heute ist das Material des Erdinneren heiß und teilweise geschmolzen. Die Wärme stammt zu erheblichem Teil aus der Bildungsphase der Erde, in der sich die potentielle Energie der Planetesimale, aus denen die Erde sich formte, überwiegend in Wärmeenergie umwandelte (primordiale Wärme). Die dabei freigesetzte gravitative Bindungsenergie betrug insgesamt 2,49·1032 J. Diese Energie entspricht der gesamten Strahlungsleistung der Sonne an 7,5 Tagen. Der übrige Teil der Wärme im Erdinneren geht größtenteils auf die Zerfallsenergie von Radionukliden zurück, hauptsächlich freigesetzt durch 40K, 235Th, 232U und 238U.

### Impaktereignisse

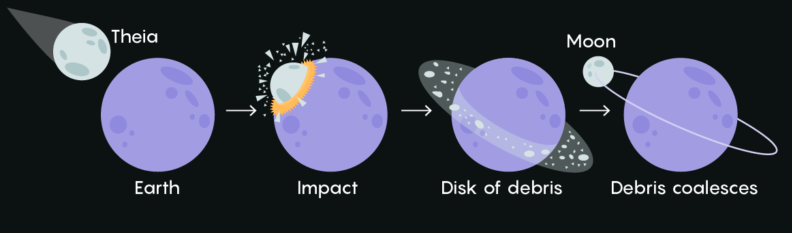
Entstehung des Mondes nach der Kollisionstheorie: Nach dem Einschlag des Protoplaneten Theia auf der Erde formen Bruchstücke den Mond.

Die feste „Urkruste“ der frühen Erde wurde möglicherweise mehrfach durch Einschläge anderer Protoplaneten im Bereich der Erdbahn wieder vollständig zerstört. Nach der Kollisionstheorie der Mondentstehung beförderte der Einschlag eines etwa marsgroßen Protoplaneten, Theia genannt, viel Mantelmaterial in den Orbit, wo es den Mond bildete, damals noch in einer Entfernung von nur etwa einem Fünftel der heutigen. Er übte daher etwa 53 = 125-fach stärkere Gezeitenkräfte aus als heute. Durch Gezeitenreibung wurde der Drehimpuls dieser Rotation in Bahndrehimpuls, hauptsächlich des Mondes, umgewandelt, sodass die Rotationsperiode der Erde abnahm (die Tage also länger wurden) und der Abstand zwischen Erde und Mond zunahm.

### Atmosphäre

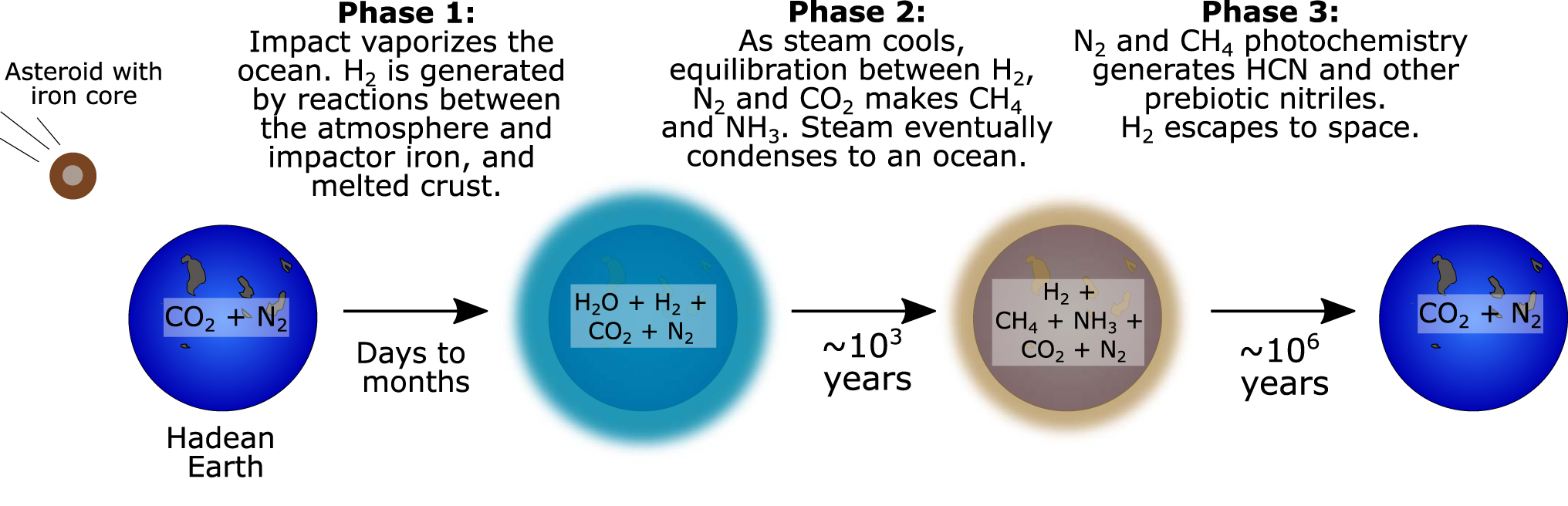
Entwicklung der Atmosphäre des Hadaikums in drei Stufen

Im Hadaikum kam es wahrscheinlich noch vor 4350 Millionen Jahren zur Entgasung der Gesteine und es entstand die erste Erdatmosphäre. Heutige Untersuchungen legen nahe, dass die Atmosphäre damals nicht reduzierend war.
Es wird vermutet, dass die Erde des frühen Hadaikums bereits eine recht dicke Hydrid-reiche Atmosphäre besaß, deren Zusammensetzung dem Sonnennebel und den Gasriesen sehr ähnlich war – und vorwiegend aus Wasserdampf, Methan und Ammoniak bestand. Mit zunehmender Abkühlung des Planeten kondensierte der Wasserdampf sodann zu flüssigem Wasser. Dieser Prozess endete eventuell in einem riesigen Ozean, der nahezu die gesamte Erde bedeckte. Die Atmosphäre im Hadaikum wurde aber fortwährend von vulkanischen Ausgasungen und Asteriodeneinschlägen abgewandelt, bis schließlich die schwach reduzierende Atmosphäre des Paläoarchaikums – reich an Stickstoff und Kohlendioxid – entstanden war.
Es ist anzunehmen, dass im Akkretionsmaterial der frühen Erde eine Menge Wasser steckte, dass aber in der Frühphase der Akkretion aufgrund der noch relativ geringen Schwerkraft ein Teil der Wassermoleküle wieder an den Weltraum verlorengingen. Photodissoziation durch kurzwellige UV-Strahlung des Sonnenlichts konnte an der Oberfläche befindliche Wassermoleküle in Sauerstoff und Wasserstoff aufspalten, wobei der Sauerstoff in der reduzierenden Atmosphäre Verbindungen einging, der Wasserstoff (zusammen mit dem leichten Helium) aber stetig aus der Atmosphäre entwich (wie dies bis auf den heutigen Tag der Fall ist).
Falls die Impakttheorie, die zur Entstehung des Mondes führen sollte, richtig ist, dann hat der Planet im frühen Hadaikum einen traumatischen Kataklysmus erlebt, der die Erde zum Großteil erneut aufschmelzen ließ (dem widersprechen aber die gegenwärtigen geochemischen Zusammensetzungen des Planeten). Durch den Einschlag Theias wurde eine riesige Menge an Material verdampft – mit einer Kondensationszeit von 2000 Jahren. Der anfängliche Magma-Ozean hatte 5 Millionen Jahre gebraucht, um zu einem Festgestein zu erstarren. Zurück blieben heiße, flüchtige Gase, aus denen sehr wahrscheinlich eine schwere und dichte Kohlendioxidatmosphäre mit Wasserstoff und Wasserdampf resultierte. Ihre Oberflächentemperatur betrug 230 °C, bei einem Druck von 27 Atmosphären (atm).

### Hydrosphäre
Im Hadaikum könnte sich, aufgrund schwerer Einschläge vielleicht auch mehrfach, die irdische Hydrosphäre gebildet haben. Die Herkunft des irdischen Wassers ist aber noch nicht vollständig geklärt. Hauptquellen waren einerseits Ausgasungen von Magma aus dem Erdinneren und andererseits Einschläge wasserreicher Himmelskörper, wobei Untersuchungen eher auf Objekte aus dem Asteroidengürtel als auf Kometen und transneptunische Objekte hinweisen. Die Einschlagsherkunft des Wassers erscheint aber dennoch als etwas unwahrscheinlich, da die Isotopenverhältnisse in Kometen im Vergleich zur Erde sehr unterschiedlich sind.
In Abhängigkeit von der damaligen Atmosphäre kann es auch bei hohen Temperaturen durchaus flüssiges Wasser gegeben haben, z. B. bei einer Atmosphäre mit hohem Druck und einem großen Kohlendioxidanteil, ähnlich der heutigen Atmosphäre der Venus. Die Existenz von Ozeanen im Hadaikum ist jedoch umstritten.
Untersuchungen von Zirkonen lassen eventuell auf die Gegenwart von flüssigem Wasser im Zeitraum 4400 bis 4000 Millionen Jahre schließen. Dass flüssige Ozeane trotz der hohen Oberflächentemperaturen überhaupt zugegen waren, lässt sich durch den enormen herrschenden Luftdruck von 27 Atmosphären erklären, welcher die Wassermassen am Verdampfen hinderte.
Während des Hadaikums und auch noch im Archaikum wurde der Ozean in periodischen Abständen immer wieder von Asteroiden getroffen. Geologisch kann belegt werden, dass am Ende des Paläoarchaikums um 3200 Millionen Jahre mehrere Impaktereignisse stattfanden, deren Impaktoren Durchmesser bis zu 100 Kilometer aufwiesen. Ereignisse dieser Größenordnung vermochten die obersten 100 Meter des Weltozeans zu verdampfen und gleichzeitig die Atmosphärentemperatur bis auf 500 °C zu erhöhen. Die Frequenz dieser katastrophalen Meteoriteneinschläge wird nach wie vor studiert. Es sieht aber ganz danach aus, dass die Erde dennoch durch sehr lange Ruhepausen ging, in denen flüssige Ozeane Bestand hatten und sich das Leben etablieren konnte.
Die Wassermassen nahmen wahrscheinlich Kohlendioxid aus der frühen Atmosphäre auf. Dies reichte aber nicht aus, um die Kohlendioxidkonzentration signifikant zu reduzieren.

### Schwache junge Sonne
Die Leuchtkraft der jungen Sonne war Modellrechnungen zufolge deutlich schwächer als heute (und betrug nur etwa 70–75 %). Demzufolge hätten die irdischen Durchschnittstemperaturen auch deutlich unter dem Nullpunkt liegen können, was im Archaikum jedenfalls nicht der Fall war. Man spricht in diesem Zusammenhang vom Paradoxon der schwachen jungen Sonne, das aber möglicherweise über eine Atmosphäre mit hohem Kohlendioxidanteil (Treibhauseffekt) eine Erklärung findet.

### Spätes Schweres Bombardement
Für das Ende des Hadaikums wird das Späte Schwere Bombardement (engl. Late Heavy Bombardement oder abgekürzt LHB) postuliert – eine Phase, in der es zu sehr zahlreichen Einschlägen großer Meteoriten auf Erde und Mond kam, deren Spuren aber heute nur noch auf der Mondoberfläche erkennbar sind. Möglicherweise wurden durch die Energie der Einschläge damals vorhandene Ozeane komplett verdampft.
Da aber auf der Erde keinerlei Anzeichen für ein Spätes Schweres Bombardement erhalten geblieben sind, muss diese kataklysmische Hypothese spekulativ bleiben. Wahrscheinlich war es zu einer erhöhten Impaktrate während des Hadaikums gekommen, ihre Fixierung auf den Mittelwert 3900 Millionen Jahre kann aber nicht mehr aufrechterhalten werden. Dies wird durch ein neuerdings auf 4220 ± 10 Millionen Jahre datiertes, lunares Impaktereignis untermauert.
In jüngerer Zeit wird die LHB-Hypothese daher zunehmend bezweifelt, denn es lässt sich die Häufung der Proben des Alters von 3950 Millionen Jahren auch mit der überwiegenden Untersuchung von Material eines einzelnen Einschlagsbeckens auf dem Mond (Mare Imbrium) erklären. Es wird ferner postuliert, dass die Einschlagskrater auf ein kontinuierliches Bombardement mit übriggebliebenen Asteroiden aus der Hauptphase der Erdentstehung zurückgehen, als das Sonnensystem weniger als 100 Millionen Jahre alt war.

## Erforschung des Hadaikums – Die ältesten Minerale und Gesteine

### Zirkone

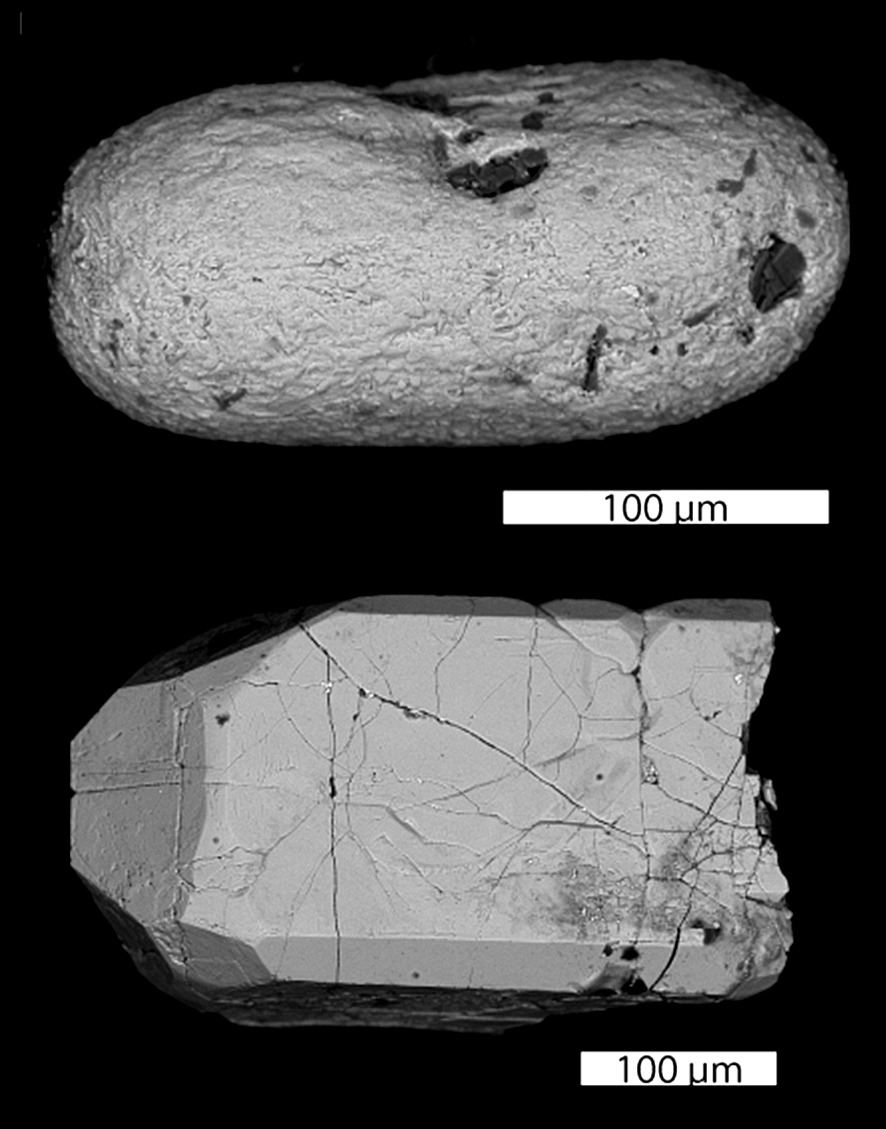
Detritische Zirkone der Jack Hills im Rasterelektronenmikroskop (BSE)

Mikroskopisch kleine Zirkon-Körner, die auf 4404 ± 80 Millionen Jahre und damit ins Hadaikum datiert wurden, sind die bisher ältesten auf der Erde bekannten Minerale. Sie wurden in Westaustralien in den Jack Hills (Narryer-Gneis-Terran des Yilgarn-Kratons) gefunden. Ihr Alter wird als das Kristallisationsalter der Zirkone interpretiert und ist deutlich höher als das Alter der metamorphisierten Sedimentgesteine (Metasandsteinkonglomerate), in denen sie entdeckt wurden. Dieses sehr hohe und auf einen Einzelfund beruhende Alter ist jedoch nicht unumstritten, so dass mittlerweile die ältesten Zirkone um 4350 Millionen Jahre datiert werden – etwas über 200 Millionen Jahre nach T0.
Heute sind nur vier weitere Zirkone älter als 4050 Mio. Jahre vorhanden, die nicht aus Westaustralien stammen. Die westaustralischen Zirkone waren – was zu vermuten ist – im Hadaikum deutlich anderen Bedingungen ausgesetzt, als dies bei der übrigen Kruste der Fall war, weshalb man von ihnen nicht auf die allgemeinen Bedingungen der damaligen Erde schließen kann. So hatten die bis zu 400 Millionen Jahre jüngeren chinesischen Zirkone Kristallisationstemperaturen von ca. 910 °C, während die westaustralischen Zirkone meist bei ca. 690 °C und einige wenige Exemplare bei ca. 800 °C kristallisierten. Auch der nachgewiesene geringe Wärmefluss bei den westaustralischen Zirkonen spricht dafür, dass diese eine für damalige Verhältnisse besondere Konstellation erfuhren, möglicherweise ähnlich einer heutigen konvergierenden Plattengrenze. Das Ausgangsmaterial der westaustralischen Zirkone ist stark umstritten; insbesondere, ob diese zum Teil nicht nur aus magmatischen Gesteinen, sondern auch aus bereits existierenden Sedimenten entstanden, ist Teil der heutigen wissenschaftlichen Debatte. Der Beweis von damals existenten Sedimenten wäre ein starkes Indiz für eine bereits existierende Hydrosphäre mit Niederschlag und Ozeanen.

### Gesteine
Das mit einem Alter von 4031 Mio. Jahren älteste Gestein der Erde entstammt dem Acasta-Gneis im Kanadischen Schild. Seine Erforschung zeigte, dass es bereits in diesem frühen Zeitalter – etwas mehr als fünfhundert Millionen Jahre nach der Entstehung der Erde – einen Ozean und zumindest eine – noch nicht kratonisierte – Festlandinsel gegeben hat. Ähnlich alt wie der Acasta-Gneis sind die Gesteine des Nuvvuagittuq-Grünsteingürtels (Datierung zwischen 4280 Mio. und 3800 Mio. Jahren ist umstritten) in der kanadischen Provinz Québec. Aus solchen frühen Kratonen des Hadaikums könnte sich im Archaikum der hypothetische erste Superkontinent Ur gebildet haben.
Zu berücksichtigen sind auch außerhalb der Erde anzutreffende, weitgehend unveränderte Bruchstücke von Gesteinen der Erde aus dem Hadaikum, welche durch Meteoriteneinschläge ins All gelangten. So gibt es Indizien dafür, dass ein Teil eines bei der Mondmission Apollo 14 gefundenen Steins ursprünglich auf der Erde kristallisierte. Dies wäre mit einer Datierung von 4000 bis 4100 Millionen Jahren das wahrscheinlich älteste Gesteinsbruchstück der Erde und würde eine völlig neue Sicht auf das Äon Hadaikum ermöglichen.

## Bedeutung der Zirkone
Da mit eventueller Ausnahme des Nuvvuagittuq-Grünsteingürtels keinerlei Gesteine im Hadaikum vorliegen, sind sämtliche Aussagen über das Äon an Zirkone gebunden. Ihre geochemischen Analysen und insbesondere die Auswertung ihrer Isotopenverhältnisse können aber dennoch sehr wertvolle Indizien über diese früheste Epoche der Erdgeschichte liefern.

## Geodynamik
Geophysikalische und geodynamische Modellvorstellungen für das Hadaikum sind unter Geologen noch sehr umstritten. Möglicherweise hat die Plattentektonik (oder zumindest eine Abwandlung davon) bereits im Hadaikum eingesetzt, es gibt aber hierfür keinerlei Sicherheit.

### Kontinente

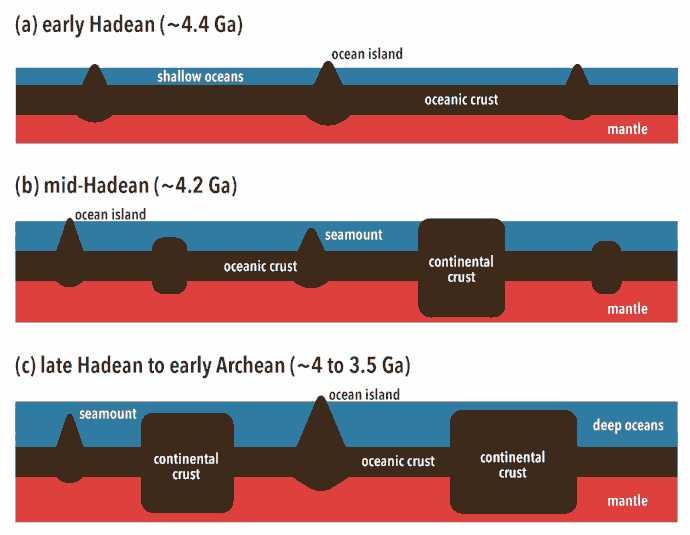
Modell der Krusten- und Ozeanentwicklung im Hadaikum und frühen Archaikum – nach Jun Korenaga (2021)

Wie viel Land im Hadaikum vorhanden war, hängt nicht ausschließlich von der Menge der gebildeten kontinentalen Kruste ab, sondern eben auch vom damaligen Meeresspiegel. In Modellierungen mit Beginn der Plattentektonik im Archaikum besitzt die Erde einen globalen Ozean im Hadaikum. Wahrscheinlich war es während des Hadaikums aufgrund des erhöhten Wärmeflusses im Erdmantel nur sehr schwierig gewesen, größere Landerhebungen wegen der verringerten Viskosität überhaupt aufrechterhalten zu können. Sollten sich im Hadaikum Kontinente dennoch gebildet haben, so stand ihr Wachstum mit Wasserausgasungen aus dem Mantel in direktem Wettbewerb. Es ist gut möglich, dass die ersten Kontinentfragmente in der zweiten Hälfte des Hadaikums (ab 4350 Millionen Jahre – konform mit dem ersten gesicherten Auftreten von Zirkonen) herangewachsen waren, jedoch dann aber gegen Ende des Äons wieder von einem tiefen Ozean bedeckt wurden. Die sehr begrenzte Landoberfläche hatte natürlich ernste Auswirkungen für die Entstehung des Lebens.

### Plattentektonik
Eine Zirkonstudie aus dem Jahr 2008 kam zu dem Ergebnis, dass westaustralische Gesteine des Hadaikums Minerale enthalten, die auf ein Einsetzen der Plattentektonik spätestens um 4000 Millionen Jahre (fast 600 Millionen Jahre nach T0) hindeuten. Dem widersprechen jedoch Geologen mit dem Argument, dass die fraglichen Zirkone auch durch Meteoriteneinschläge gebildet worden sein könnten. Ein direkter Nachweis mittels Zirkonen ist schwierig, da diese hauptsächlich von einem einzigen Fundort stammen.
Geophysikalische Modellierungen mangeln zwar an Parametern, vermögen aber dennoch, ein generelles Bild vom Zustand der Erde im Hadaikum zu vermitteln. Wegen der verringerten Viskosität war die Mantelkonvektion wahrscheinlich recht lebhaft. Die reduzierte Viskosität des Mantels erklärt sich durch die erhöhte radioaktive Wärmeerzeugung und die Anwesenheit von Wasser, das damals noch nicht vollends abgedampft worden war.  Keine Einigkeit herrscht nach wie vor darüber, ob die kräftige Konvektion bereits im Hadaikum die Plattentektonik einläutete, oder ob diese unter einer rigiden Bedeckung (engl. rigid lid bzw. stagnant lid) vonstattenging. Andere Bearbeiter wiederum sind der Ansicht, dass die Gegenwart von Ozeanen im Hadaikum für den Beginn der Plattentektonik ausschlaggebend war.
Von der Plattentektonik angetriebene Subduktionsprozesse haben aller Wahrscheinlichkeit nach Karbonate aus dem frühen Ozean entfernt und dadurch somit auch Kohlendioxid aus der frühen Erdatmosphäre abgeführt (engl. carbon dioxide drawdown). Das Verschwinden der frühen Atmosphäre wäre somit ein Hinweis auf das Einsetzen von Plattentektonik im Hadaikum.
Eine Folgeerscheinung der Plattentektonik ist die Bildung kontinentaler Kruste. Für die Krustenbildung im Hadaikum bestehen aber sehr unterschiedliche Modelle. Die Abschätzung von Dhuime und Kollegen beträgt etwa 25 % der heutigen Oberfläche gegen Ende des Hadaikums. Korenaga und Kollegen hingegen behaupten, dass die kontinentale Kruste im Zeitraum 4200 bis 4000 Millionen Jahre bereits ihr heutiges Niveau erreicht hatte.

## Mögliche Entstehung des Lebens
Falls das irdische Leben durch chemische Evolution entstand (und nicht entsprechend der Panspermie-Hypothese aus dem Weltall auf die Erde kam), so hat sich dieser Schritt – die Entstehung primitivster Formen von Leben („Prä-RNA-Welt“) und damit das Ende der präbiotischen Ära – wahrscheinlich bereits im späten Hadaikum vollzogen.
Laut Annalena Salditt und Kollegen (2023) erlauben zahlreiche, geothermische Mikroenvironments – die Bedingungen während des Hadaikums durchaus nahekommen dürften – die Synthese und die Replikation von RNA – und folglich die Entwicklung primitiven Lebens. Es konnte demonstriert werden, dass poröse Gesteinsformationen mit erhitzten Luft-Wasser-Grenzschichten die Replikation von RNA zuließen. Die Replikation in sinnige und gegensinnige Stränge wurde dabei von Ribozymen katalysiert. Dem folgte sodann ein Auseinandergehen der Stränge, das wiederum eine rekombinierte Synthese, ein Freisetzen und eine Verfaltung aktiver Ribosome ermöglichte. Für ein derart primitives RNA-System lag es durchaus im Bereich des Möglichen, dass es während der Replikation etwa durch einen Vorlagenwechsel zur genetischen Rekombination kam – ähnlich wie dies auch bei der RNA-Replikation moderner Coronaviren der Fall ist.
Eine im Jahr 2024 publizierte Untersuchung kam zu dem Ergebnis, dass der Urvorfahr alles bestehenden Lebens im Hadaikum zwischen 4330 und 4090 Millionen Jahren entstand.
Die Anfangsphase des Späten Schweren Bombardements reicht in das Hadaikum herein. Seine Impaktfrequenz ist aber nur kosmisch von Bedeutung, denn es verging sehr viel Zeit zwischen den einzelnen Einschlägen – geschätzt werden Tausende bis Millionen von Jahren. Da die Erde zu diesem Zeitpunkt sehr wahrscheinlich schon Ozeane beheimatete, war Leben durchaus denkbar. Es stand aber immer unter der Bedrohung, von Impakten wieder ausgelöscht zu werden. Die Gefahr ging aber nicht so sehr von der Impaktfrequenz aus, sondern von der Größe der jeweiligen Boliden. Kraterreste auf dem Mond sprechen für Impaktoren weitaus massiger als der für den Chicxulub-Krater verantwortliche Bolide, der das Aussterben der Dinosaurier bewirkte. Ein riesiger Impaktor vermag sämtliches Leben auf der Erdoberfläche auszulöschen, aber selbst in diesem Fall ist es durchaus möglich, dass mikroskopische Lebensformen unterirdisch oder in den Tiefen der Ozeane weiter überleben.
Im Jahr 2015 wurden in Westaustralien Spuren von kohlenstoffhaltigen Mineralen in einem 4100 Millionen Jahre alten Zirkon gefunden und sodann als Überreste biologischen Lebens interpretiert.

## Vorkommen von Zirkonen und Krustenfragmenten
- Australien:
  - Yilgarn-Kraton in Westaustralien
    - Jack-Hills-Grünsteingürtel im Narryer-Gneis-Terran:
      - 4404 ± 8 bis 3700 Millionen Jahre alte detritische Zirkone in ≤ 3050 Millionen Jahre alten Metakonglomeraten und Quarziten. Älteste bisher datierte irdische Minerale.[58] Heterogene Hafnium-Isotopendaten in detritischen Zirkonen zwischen 4270 und 4010 Millionen Jahren lassen womöglich auf eine sehr frühe kontinentale Krustenbildung rückschließen, die womöglich bereits um 4450 ± 20 Millionen Jahre eingesetzt hatte.[59] Sauerstoffisotopenwerte derselben Zirkone deuten auf ihre Kristallisation aus Protolithen, die eine niedrig-temperierte Alteration erfahren hatten – weswegen auf die Gegenwart von kaltem, flüssigen Wasser um 4200 Millionen Jahre geschlossen wurde.[60]

    - Weitere benachbarte Grünsteingürtel im nordwestlichen Yilgarn Kraton
    - Southern-Cross-Granit-Grünstein-Terran:
      - 4350 bis 3130 Millionen Jahre alte detritische Zirkone.[61]
- China:
  - Cathaysia-Block in Südchina
    - 4100 Millionen Jahre alte Zirkone.[22]

  - Nordchina-Kraton
    - Anshan-Komplex
      - Die Quellen für Gesteine des Archaikums (3800 bis 3000 Millionen Jahre) gehen zurück auf einen 4400 bis 4500 Millionen Jahre alten, an inkompatiblen Elementen abgereicherten Mantel.[62]

    - Quinling-Orogen
      - Zirka 4100 Millionen Jahre alte Zirkon-Xenokristalle in einem ordovizischen Ignimbrit des nördlichen Qinlings deuten auf rund 4450 Millionen Jahre alte Erdkruste.[63][64]
- Grönland:
  - Nordatlantik-Kraton
    - Isua-Grünsteingürtel
      - Die Zirkonalter liegen zwischen 3800 und 3900 Millionen Jahre, die Sm-Nd-Systematik ergibt für die Quellgesteine jedoch Alter zwischen 4400 und 4500 Millionen Jahre.[65]
- Kanada:

- - Nordatlantik-Kraton

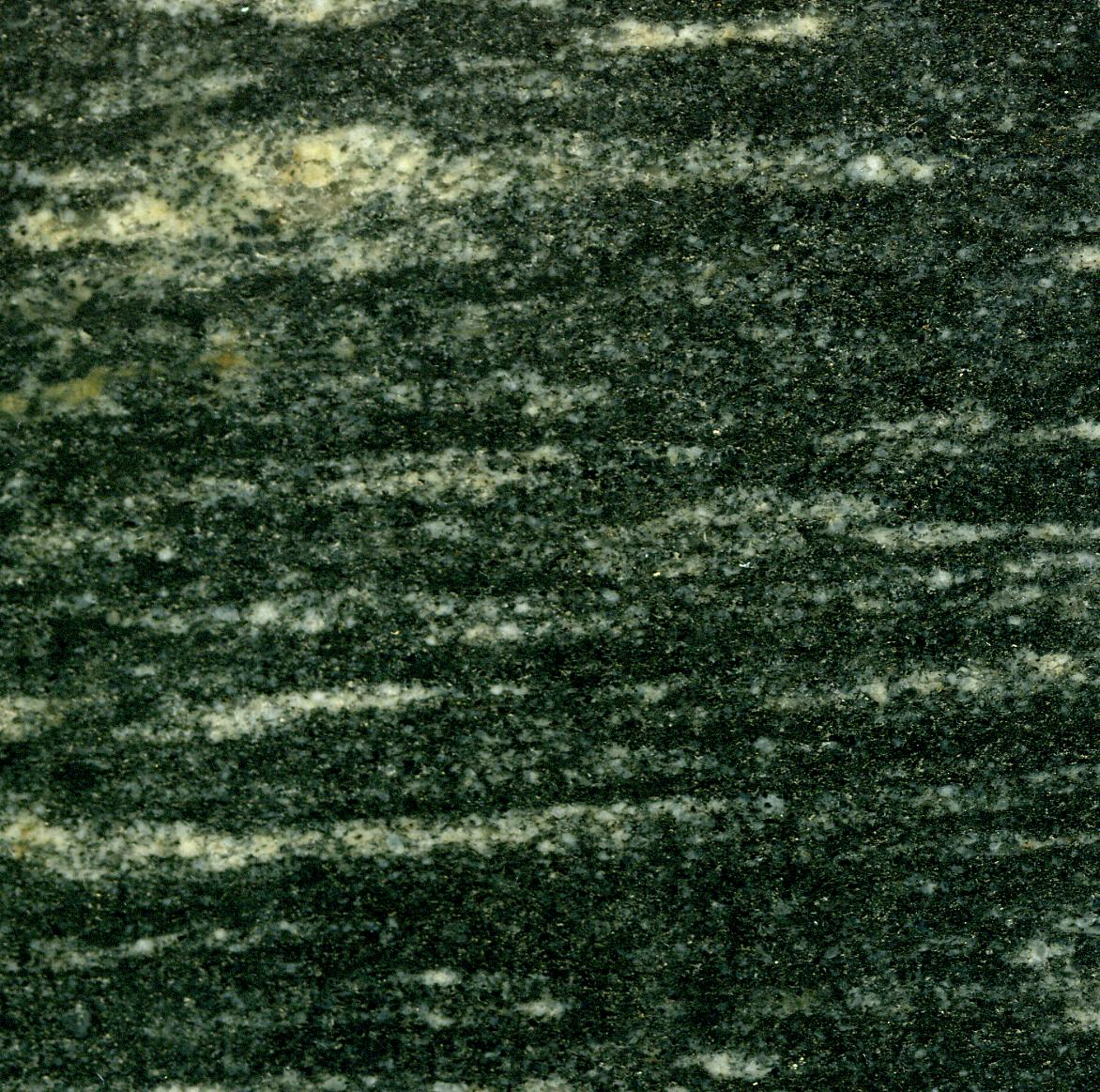
Der Acasta-Gneis – ein tonalitischer Orthogneis – markiert das Ende des Hadaikums

    - Saglek-Block der Nain-Provinz in Labrador
      - TTG-Gneise
      - Ihr ältester Vertreter ist der Iqaluk-Gneis,[66] der mit 3867 Millionen Jahre gesichert datiert ist und vermutlich um 3900 Millionen Jahre angesiedelt ist.
      - Ultramafite (Metakomatiite) der Nulliak-Suprakustalgesteine liefern eine Samarium-Neodym-Isochrone von 4017 ± 194 Millionen Jahre, eine 4400 Millionen Jahre alte Mantelquelle wird vermutet.[67]

  - Slave-Kraton in den Northwest Territories
    - Acasta-Gneis:
      - 4031 ± 3 Millionen Jahre altes Krustenfragment aus tonalitischem Gneis, dessen Datierungen zwischen 4030 und 3940 Millionen Jahre schwanken. Enthält jedoch 4200 Millionen Jahre alte Zirkon-Xenokristalle.[68]

  - Superior-Kraton in Québec
    - Nuvvuagittuq-Grünsteingürtel im Hudson-Bay-Terran:
      - Sm-Nd-Modellalter bis 4280 Millionen Jahre. Das bisher älteste bekannte Krustenfragment mit eventuell erster Subduktion. Ältestes, relativ sicheres 142Nd-Alter einer mafischen Krustenplattform bei 4150 Millionen Jahre.[39] Dieses Alter konnte von Christian Sole mittels 147Sm-143Nd-Isochrone im Jahr 2021 mit 4151 ± 290 Millionen Jahre in feinkörnigen, gabbroischen Gneisen bekräftigt werden und macht somit den Nuvvuagittuq-Grünsteingürtel zum bisher ältesten Gesteinskomplex der Erde.[69]
- Südamerika:
  - Nordosten Brasiliens
    - 4100 Millionen Jahre alte Zirkone.[70]

  - Guyana:
    - Guyana-Schild
      - Iwokrama-Formation
        - Zirkon-Xenokristall hat 4219 ± 19 Millionen Jahre.[71]
- Vereinigte Staaten von Amerika:
  - Wyoming-Kraton
    - Beartooth Mountains
      - Zirkonalter in suprakrustalen Gesteinen zeigen 4030 Millionen Jahre an.[72]

## Zusammenschau
Trotz des Mangels an Gesteinsaufschlüssen im mehr als 500 Millionen Jahre währenden Hadaikum – mit wahrscheinlicher Ausnahme des Nuvvuagittuq-Grünsteingürtels – hat der Fund von Zirkonen mit Altern des Hadaikums (in stratigraphisch jüngeren Gesteinskomplexen des Archaikums) unsere Sichtweise des ersten Äons revolutioniert. Die Untersuchung der Zirkone bewirkte ein Abrücken von den ursprünglich vermuteten „höllischen“ Bedingungen zu einer Erdoberfläche, die unserer heutigen gar nicht so unähnlich war und außerdem einen vergleichbaren hydrologischen Kreislauf kannte.
Auf die zeitlich, mit 4567 Millionen Jahre gut umrissene und recht rasch erfolgende Erstakkretion der Protoerde aus der protoplanetarischen Scheibe (Akkretion geröllgroßer Brocken, die sich zu Planetesimalen und schließlich zu Planetoiden zusammenballten) folgte um 4500 Millionen Jahre das gigantische Impaktereignis, das zur Entstehung des Mondes führen sollte. Wohlgemerkt – dies ist eine Hypothese, bei der außerdem nicht klar ist, inwiefern sie die Evolution des aus der Akkretionsenergie resultierenden Magma-Ozeans letztendlich beeinflusste.
Nach der Kollision hatte sich das akkretierte Material gravitativ in einen metallischen Erdkern und einen silikatischen Erdmantel differenziert, welcher anfangs noch im geschmolzenen Zustand als Magma-Ozean vorlag. Im Verlauf der generellen Abkühlung und Verfestigung des Magma-Ozeans erzeugten petrologische und gravitationelle Prozesse einen lagig-schaligen Aufbau des Mantels – wobei Wasser in den ersten 1000 Kilometern des Oberen Mantels gespeichert und somit vom Entweichen in den Raum gehindert wurde.
Die oberste Schicht des Magma-Ozeans war von einer festen Hülle bedeckt. Es ist bisher noch nicht geklärt, ob diese hautartige „Abdeckelung“ einfacher Natur war (engl. single lid), rigid oder plastisch reagierte oder bereits plattenartig (engl. plate-like lid) organisiert war. Jedenfalls war die kurz nach der Erstarrung des Magma-Ozeans entstandene feste Haut die Vorbedingung zur Ansammlung des Weltozeans. Diese erste kontinentale Kruste wurde aber in Folge vollkommen rezykliert und wieder aufgearbeitet.
Über die zeitliche Anwachsrate der kontinentalen Kruste herrscht nach wie vor große Uneinigkeit. Modellvorstellungen bewegen sich zwischen einem recht rasch erfolgenden Wachstum bereits im Verlauf des Hadaikums (wobei gegen Ende des Hadaikums bereits 90 % der Krustenoberfläche realisiert waren) und weitaus konservativeren Anschauungen, die nur ein sehr geringes Wachstum im Hadaikum sehen – gefolgt von einem kräftigeren, bis auf den heutigen Tag andauernden Wachstum ab dem Beginn des Neoarchaikums um rund 2800 Millionen Jahre.
Weiterhin wird diskutiert, ob im Hadaikum ein plattentektonischer Modus mit Subduktion bereits zum Einsatz kam oder ob die so genannte Sagduction der vorherrschende Sinkmodus des Krustenmaterials zum Austausch von Volatilen war.
Auch ein möglicher Beginn des Lebens im Hadaikum ist weiterhin umstritten. Das bisher älteste Datum für vermutetes Leben ist rund 3800 Millionen Jahre alt und stammt aus dem Isua-Grünsteingürtel in Südwest-Grönland. Elizabeth Bell und Kollegen (2015) fanden in einem 4100 Millionen Jahre alten Zirkon der Jack Hills jedoch Kohlenstoff, dessen δ13CPDB-Signal mit − 24 ± 5 ‰ auf einen biogenen Ursprung hindeutet.